# 薩拉納普 (加利福尼亞州)
薩拉納普（英語：Saranap）是位於美國加利福尼亞州康特拉科斯塔縣的一個人口普查指定地區。

## 地理
薩拉納普的座標為37°53′06″N 122°04′34″W / 37.88500°N 122.07611°W，而該地最高點為海拔高度55米（即180英尺）。

## 人口
根據2010年美國人口普查的數據，薩拉納普的面積為2.939平方千米，當中陸地面積為2.939平方千米，而水域面積為0.000平方千米。當地共有人口5202人，而人口密度為每平方千米1,769人。